# El Porvenir (västra Coyuca de Benítez kommun)
El Porvenir är en ort i Mexiko.   Den ligger i kommunen Coyuca de Benítez och delstaten Guerrero, i den södra delen av landet, 290 km söder om huvudstaden Mexico City. El Porvenir ligger 30 meter över havet och antalet invånare är 184.
Terrängen runt El Porvenir är platt åt sydväst, men åt nordost är den kuperad. Runt El Porvenir är det ganska glesbefolkat, med 26 invånare per kvadratkilometer. Närmaste större samhälle är Zacualpan, 3,6 km nordväst om El Porvenir. I omgivningarna runt El Porvenir växer i huvudsak lövfällande lövskog.